# Corvus unicolor
Il corvo di Banggai o cornacchia di Banggai (Corvus unicolor Rothschild & Hartert, 1900) è un uccello passeriforme della famiglia dei corvidi.

## Etimologia
Il nome scientifico della specie, unicolor, deriva dal latino e rappresenta un chiaro riferimento alla livrea di questi uccelli.

## Descrizione

### Dimensioni
Misura 40 cm di lunghezza, per 175 g di peso.

### Aspetto
i tratta di uccelli dall'aspetto robusto e massiccio, muniti di piccola testa arrotondata con forte becco allungato e conico, lievemente ricurvo verso il basso: le ali sono digitate, le zampe forti e la coda  piuttostocorta e dall'estremità squadrata. Nel complesso, questi uccelli ricordano molto la cornacchia di Sulawesi, dalla quale sono facilmente distinguibili per l'assenza di aree chiare nella livrea.
Il piumaggio si presenta completamente nero, più chiaro e con vaghe sfumature purpureo-grigiastre su dorso, spalle, ventre e fianchi.
Il becco e le zampe sono di colore nero, mentre gli occhi sono di un caratteristico colore azzurro-grigio.

## Biologia
Si tratta di uccelli diurni e moderatamente sociali, che vivono in piccoli stormi, muovendosi indifferentemente fra gli alberi e il suolo alla ricerca di cibo, attività questa che comprende la maggior parte della loro giornata, mentre la notte viene passata fra i rami degli alberi al riparo dai predatori.
Il richiamo di questi uccelli è formato da due note (una ascendente e una discendente), inaspettatamente acute, ripetute 4 volte di fila.

### Alimentazione
La dieta di questi uccelli è praticamente sconosciuta, tuttavia essa è molto verosimilmente onnivora, similmente a quanto osservabile nelle altre specie di corvo: localmente, la specie è nota per consumare soprattutto insetti.

### Riproduzione
Le abitudini riproduttive del corvo di Banggai sono in larga parte ignote: finora sono stati osservati due nidi con 1 e 3 uova rispettivamente, entrambi durante il mese di maggio (ai quali se ne aggiunge uno vuoto), costruiti fra i rami di un albero ocn rametti intrecciati a coppa. Probabilmente si tratta di uccelli monogami, con le coppie che collaborano nelle varie fasi della riproduzione.

## Distribuzione e habitat
Come intuibile dal nome comune, il corvo di Banggai è endemico delle isole Banggai, ad est di Sulawesi, in Indonesia orientale: conosciuta per due esemplari ottenuti nell'arcipelago durante gli anni '80 del XIX secolo e ritenuta estinta in seguito all'insuccesso di alcune spedizioni per osservarne degli esemplari durante gli anni '90 del XX, la specie è stata riscoperta nella porzione centrale e occidentale dell'isola di Peleng nel 2007, mentre si pensa che essa sia scomparsa da Banggai.
Con circa 500 esemplari stimati, il corvo di Banggai popola le aree residue di foresta pluviale collinare fra i 500 ed i 900 m di quota.